# Dendrosida
Dendrosida é um género botânico pertencente à família Malvaceae.